# Chiesa dei Santi Angeli Custodi (Dignano, Italia)
La chiesa dei Santi Angeli Custodi è la parrocchiale di Vidulis, frazione di Dignano, in provincia e arcidiocesi di Udine; fa parte della forania del Friuli Collinare.

## Storia
L'antica cappella di Vidulis era dedicata a san Michele Arcangelo e fu ristrutturata nel 1602; verso la metà del XVIII secolo versava però in pessime condizioni e, così, nel 1754.
Il 6 aprile 1756 avvenne la cerimonia di posa della prima pietra della nuova chiesa; l'edificio, sorto su un terreno donato dal conte Guglielmo Monaco, fu consacrato il 15 agosto 1828.
Nel 1905 si decise di costruire il campanile, ma la Grande Guerra fermò il progetto; la torre venne poi eretta tra il 1921 e il 1924.
La parrocchiale, danneggiata durante il terremoto del Friuli del 1976, fu ristrutturata nel 1979 dall'architetto Gino Marco Pascolini; negli anni novanta si procedette all'adeguamento liturgico in ossequio alle norme postconciliari.

## Descrizione

### Esterno
La simmetrica facciata a capanna della chiesa, rivolta a levante, presenta centralmente il portale d'ingresso timpanato e sopra una finestra ed è coronata dal frontone di forma triangolare, in cui vi è una finestra quadrilobata murata.
Accanto alla parrocchiale si erge su un alto basamento a scarpa il campanile a pianta quadrata; la cella presenta su ogni lato una monofora a sesto acuto protetta da una balaustra ed è coronata dalla guglia piramidale poggiante sul tamburo a base ottagonale.

### Interno
L'interno dell'edificio si compone di un'unica navata, le cui pareti ospitano gli altari minori e sono scandite da paraste sorreggenti la trabeazione modanata e aggettante sopra la quale si imposta la volta a botte con unghioni; al termine dell'aula si sviluppa il presbiterio, rialzato di alcuni gradini e chiuso dall'abside quadrata.